# Armadna skupina B (Wehrmacht)
Armadna skupina B (izvirno nemško Heeresgruppe B; kratica HGr B) je bila armadna skupina v sestavi Heera (Wehrmacht) med drugo svetovno vojno.
Skozi celotno vojno so ustanovili tri različne formacije pod tem imenom.

## Zgodovina
Armadna skupina je bila ustanovljena 12. oktobra 1939 s preimenovanjem Armadne skupine Sever, ki je bila premeščena s Poljske na zahod. Sodelovala je v francoski kampanji leta 1940 kot najbolj severna skupina; prodrla je skozi Nizozemsko in Belgijo. V drugem delu kampanje je postala zahodna skupina, ki je napredovala proti Rokavskem prelivu. 16. avgusta 1940 je bila premeščena v Vzhodno Prusijo, kjer je bila 1. aprila 1941, pred pričetkom operacije Barbarossa, preimenovana v Armadno skupino Sredina, s čimer je prenehala obstajati.
Armadna skupina je bila ponovno ustanovljena 9. julija 1942 s preimenovanjem Armadne skupine Jug, ki se je takrat nahajala na jugu vzhodne fronte. Sodelovala je kot severna armadna skupina v sklopu operacije Modro; za cilj je imela Stalingrad in Volgo. 21. novembra 1942 je bila armadna skupina razbita na dva dela, ko sta bili 6. (nemška) in 4. (romunska) armada obkoljeni v Stalingradu. Zaradi tega in poznejše operacije Uran je bila armadna skupina razpuščena in njene dodeljene enote premeščene pod Armadno skupino Sredina in Jug.
Ponovno je bila ustanovljena 19. julija 1943 v Münchnu. Prestavljena je bila v severno Italijo, kjer se je pripravljala na morebitno zavezniško invazijo. Ker je ni bilo, je bila prestavljena v severno Francijo. Sodelovala je v bojih proti zavezniški invaziji na Normandijo in v poznejših operacijah na zahodni fronti. Kapitulirala je 17. aprila 1945 v obroču okoli Porurja.

## Organizacija[1]

### Stalne enote
- Heeresgruppen-Nachrichten-Regiment 537 (1. formacija)
- Heeresgruppen-Nachrichten-Regiment 605 (2. formacija)

### Dodeljene enote
November 1939
- 4. armada
- 6. armada
- 18. armada

Maj 1940
- 6. armada
- 18. armada

Junij 1940
- 4. armada
- 6. armada
- 9. armada
- Tankovska skupina Kleist

Julij 1940
- 4. armada
- 7. armada

Avgust 1940
- 4. armada
- 6. armada
- 7. armada

September 1940
- 4. armada
- 6. armada
- 18. armada

Januar 1941
- 4. armada
- 17. armada
- 18. armada
- 2. tankovska skupina
- Vojaški poveljnik v Generalni guberniji

Maj 1941
- 4. armada
- 9. armada

Avgust 1942
- 2. armada
- 4. tankovska armada
- 6. armada
- 2. (madžarska) armada
- 8. (italijanska) armada
- 29. armadni korpus

September 1942
- 2. armada
- 4. tankovska armada
- 6. armada
- 2. (madžarska) armada
- 8. (italijanska) armada

Oktober 1942
- 2. armada
- 4. tankovska armada
- 2. (madžarska) armada
- 8. (italijanska) armada
- 3. (romunska) armada
- 4. (romunska) armada

November 1942
- 2. armada
- 6. armada
- 4. tankovska armada
- 2. (madžarska) armada
- 8. (italijanska) armada
- 3. (romunska) armada
- 4. (romunska) armada

December 1942
- 2. armada
- 2. (madžarska) armada
- 8. (italijanska) armada

Januar 1943
- 2. armada
- 2. (madžarska) armada
- 8. (italijanska) armada
- Armee-Abteilung Fretter-Pico

Februar 1943
- 2. armada
- 2. (madžarska) armada
- 8. (italijanska) armada
- Armee-Abteilung Lanz

Marec 1943
- brez enot

September 1943
- 51. armadni korpus
- 2. SS-tankovski korpus
- 87. armadni korpus

December 1943
- z. Vfg. OKW na Danskem

Januar 1944
- z. Vfg. OKW na Danskem

Maj 1944
- 7. armada
- 15. armada
- Poveljnik Wehrmachta na Nizozemskem

Junij 1944
- 7. armada
- 15. armada
- Poveljnik Wehrmachta na Nizozemskem
- Tankovska skupina Zahod

Avgust 1944
- 1. armada
- 5. armada
- 7. armada
- 15. armada
- 5. tankovska armada
- Poveljnik Wehrmachta na Nizozemskem

September 1944
- 5. armada
- 15. armada
- 1. padalska armada

November 1944
- 4. armada
- 5. tankovska armada
- Armadna skupina Student

December 1944
- 7. armada
- 5. tankovska armada

Januar 1945
- 7. armada
- 15. armada
- 5. tankovska armada
- 6. tankovska armada

Februar 1945
- 7. armada
- 15. armada
- 5. tankovska armada

April 1945
- 15. armada
- 5. tankovska armada
- Armee-Abteilung von Lüttwitz

## Poveljstvo
Poveljnik
- Generalfeldmarschall Fedor von Bock (3. oktober 1939 - 1. april 1941)
- Generalfeldmarschall Maximilian Reichsfreiherr von Weichs (15. julij 1942 - 10. julij 1943)
- Generalfeldmarschall Erwin Rommel (10. julij 1943 - 17. julij 1944)
- Generalfeldmarschall Günther von Kluge (17. julij 1944 - 15. avgust 1944)
- SS-Oberstgruppenführer Paul Hausser (15. avgust 1944 - 17. avgust 1944)
- Generalfeldmarschall Walter Model (17. avgust 1944 - 17. april 1945)